# 承远
彌陀承遠（712年—802年），汉州（四川绵阳）人，唐朝佛教高僧，天台宗玉泉惠真大師門下，被稱為南嶽承遠。向慧日慈愍學習《無量壽經》與般舟三昧，後世淨土宗推崇其為淨土宗三祖，但他與淨土宗二祖善導間無師承關係。

## 生平
承遠最初從學於保唐宗處寂大師，後進入資州智詵門下。遊學至於荊州，跟隨天台宗玉泉惠真大師學習數年，經惠真大師指示，至衡山苦修。他聽聞慧日慈愍大師的名聲，又前往廣州，跟隨他學習《無量壽經》與念佛三昧。
承远起初居衡山西南之岩石下禪修。后来远近风闻，从者数以万计，他常以《般舟三昧經》中的一心念佛來教導信徒。唐代宗赐其道场名為“般舟道场”，唐德宗時賜名為“弥陀寺”，即后来的衡山祝圣寺。贞元十八年七月十九日圆寂，柳宗元为撰碑文。他门下弟子有法照、日悟、惠诠、知明、超明等。